# Eurhopalothrix elke
Eurhopalothrix elke is een mierensoort uit de onderfamilie van de Myrmicinae. De wetenschappelijke naam van de soort is voor het eerst geldig gepubliceerd in 2010 door Mezger & Pfeiffer.